# Lijst van Stolpersteine in Asten

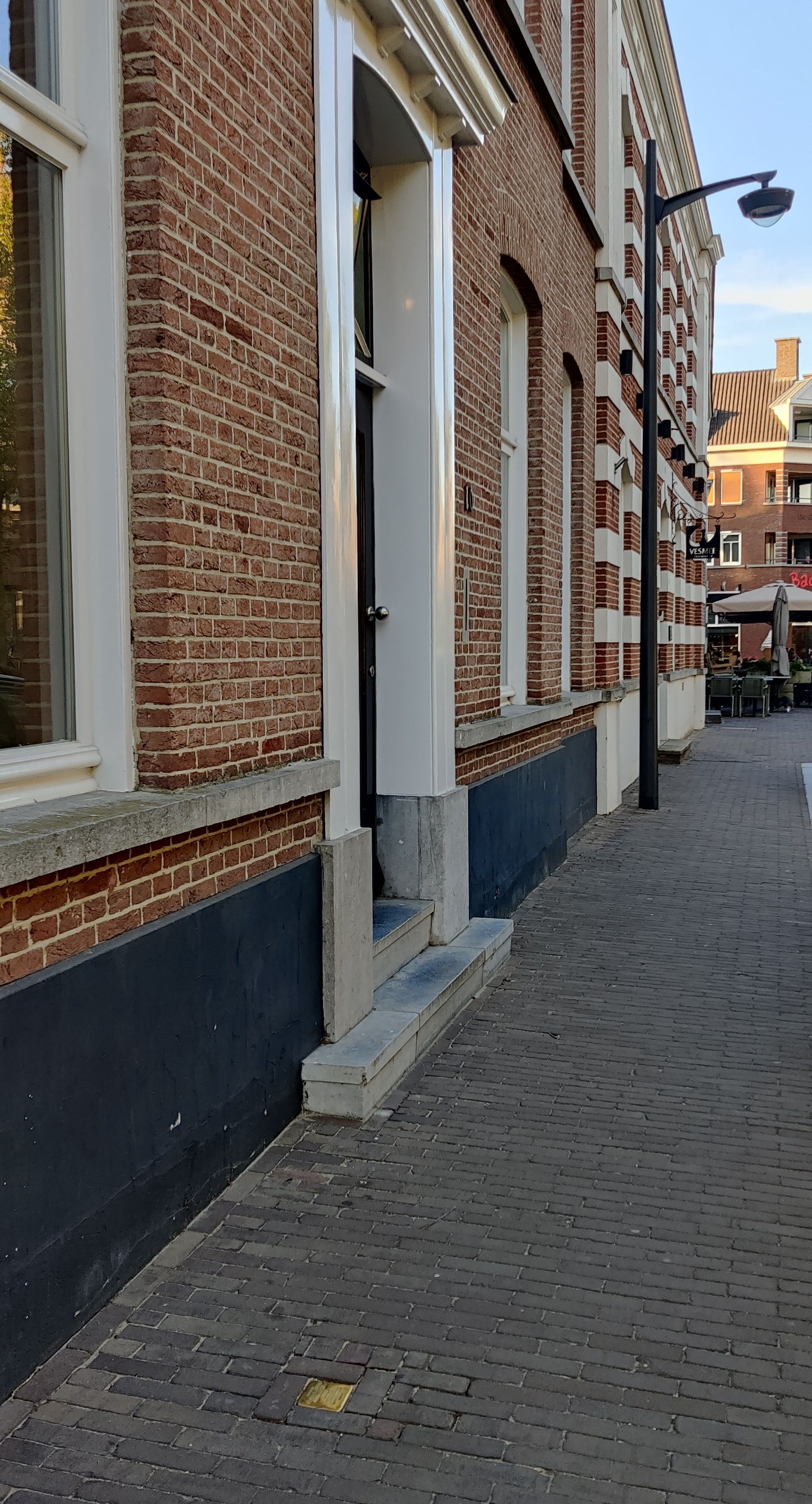
Stolperstein in Asten voor Willem Wijnen

De lijst van Stolpersteine in Asten geeft een overzicht van de gedenkstenen die in de gemeente Asten in de Nederlandse provincie Noord-Brabant zijn geplaatst in het kader van het Stolpersteine-project van de Duitse beeldhouwer-kunstenaar Gunter Demnig.
Stolpersteine zijn opgedragen aan slachtoffers van het nationaalsocialisme, al diegenen die zijn vervolgd, gedeporteerd, vermoord, gedwongen te emigreren of tot zelfmoord gedreven door het nazi-regime. Demnig legt voor elk slachtoffer een aparte steen, meestal voor de laatste zelfgekozen woning.
Omdat het Stolpersteine-project doorloopt, kan deze lijst onvolledig zijn.

## Stolpersteine
In Asten ligt een Stolperstein.

### Asten
| Afbeelding | Inscriptie | Adres                       | Herdachte persoon                        |
| ---------- | --- | --------------------------- | ---------------------------------------- |
|            | HIER WOONDE WILHELMUS JOSEPHUS MARIA 'WILLEM' WIJNEN GEB. 1880 VERMOORD 15-8-1944 'ACTION SILBERTANNE' SOMEREN | Koningsplein 10 Kaart (OSM) | Willem Wijnen (burgemeester) (1880-1944) |

## Data van plaatsingen
- 15 augustus 2024